# Lista över medlemmar av World Organization of the Scout Movement
Sedan dess grundande 1907 har scoutrörelsen spridit sig från Storbritannien till 216 länder och områden runt om i världen. Det finns över 38 miljoner scouter i världen, med 155 nationella organisationer som styrs av World Organization of the Scout Movement och ett nästan lika stort antal som styrs av World Association of Girl Guides and Girl Scouts. 

## Tabell över medlemmar av World Organization of the Scout Movement
World Organization of the Scout Movement erkänner som mest en scoutorganisation per land. Vissa länder har flera organisationer, kombinerade i en federation, med olika grupper som delas in efter principer kring religion (e.g., Frankrike och Danmark), etnisk tillhörighet (e.g., Israel och Bosnien), eller språk (e.g., Belgien). Kanada är det enda landet med två erkända organisationer, uppdelade efter språk.
| Land                           | Medlemsantal (från 2007 eller senaste tillgängliga källa) | Medlemsorganisationens namn                                                                                | År då scoutorganisationen anslöts till WOSM | År då scoutorganisationen grundades | Tillåter pojkar/flickor |
| Albanien                       | 1 000                                                     | Beslidhja Skaut Albania                                                                                    | 2005                                        | 2004                                | båda                    |
| Algeriet                       | 11 120                                                    | Scouts Musulmans Algériens                                                                                 | 1963                                        | 1934                                | båda                    |
| Angola                         | 13 777                                                    | Associação de Escuteiros de Angola                                                                         | 1998                                        | 1998                                | båda                    |
| Argentina                      | 46 264                                                    | Scouts de Argentina                                                                                        | 1922                                        | 1912                                | båda                    |
| Armenien                       | 2 385                                                     | Hayastani Azgayin Scautakan Sharjum Kazmakerputiun                                                         | 1997                                        | 1912                                | båda                    |
| Australien                     | 73 955                                                    | Scouts Australia                                                                                           | 1953                                        | 1908                                | båda                    |
| Azerbajdzjan                   | 1 356                                                     | Azərbaycan Skaut Assosiasiyasi                                                                             | 2000                                        | 1997                                | båda                    |
| Bahamas                        | 1 017                                                     | The Scout Association of the Bahamas                                                                       | 1974                                        | 1913                                | båda                    |
| Bahrain                        | 1 867                                                     | Boy Scouts of Bahrain                                                                                      | 1970                                        | 1953                                | endast pojkar           |
| Bangladesh                     | 896 118                                                   | Bangladesh Scouts                                                                                          | 1974                                        | 1972                                | båda                    |
| Barbados                       | 2 738                                                     | Barbados Boy Scouts Association                                                                            | 1969                                        | 1912                                | endast pojkar           |
| Belgien                        | 88 307                                                    | Guidisme et Scoutisme en Belgique/Gidsen- en Scoutsbeweging in België (federation av flera organisationer) | 1922                                        | 1911                                | båda                    |
| Belize                         | 2 376                                                     | The Scout Association of Belize                                                                            | 1987                                        | 1911                                | båda                    |
| Benin                          | 16 738                                                    | Scoutisme Béninois                                                                                         | 1964                                        | 1932                                | båda                    |
| Bhutan                         | 6 350                                                     | Bhutan Scout Tshogpa                                                                                       | 1999                                        | 1991                                | båda                    |
| Bolivia                        | 7 829                                                     | Asociación de Scouts de Bolivia                                                                            | 1950                                        | 1915                                | båda                    |
| Bosnien och Hercegovina        | 1 901                                                     | The Council of Scout Associations in Bosnia and Herzegovina (federation av flera organisationer)           | 1999                                        | 1999                                | båda                    |
| Botswana                       | 4 660                                                     | The Botswana Scouts Association                                                                            | 1958                                        | 1936                                | endast pojkar           |
| Brasilien                      | 59 057                                                    | União dos Escoteiros do Brasil                                                                             | 1922                                        | 1910                                | båda                    |
| Brunei                         | 1 886                                                     | Persekutuan Pengakap Negara Brunei Darussalam                                                              | 1981                                        | 1933                                | båda                    |
| Bulgarien                      | 2 711                                                     | Organizatsia Na Bulgarskite Skauty                                                                         | 1999                                        | 1911-1913                           | båda                    |
| Burkina Faso                   | 10 165                                                    | Fédération Burkinabé du Scoutisme (federation of several organizations)                                    | 1972                                        | 1943                                | båda                    |
| Burundi                        | 6 661                                                     | Association des Scouts du Burundi                                                                          | 1979                                        | 1940                                | båda                    |
| Chile                          | 35 189                                                    | Asociación de Guías y Scouts de Chile                                                                      | 1922/1974                                   | 1909                                | båda                    |
| Colombia                       | 14 045                                                    | Asociación Scouts de Colombia                                                                              | 1933                                        | 1917                                | båda                    |
| Costa Rica                     | 5 050                                                     | Asociación de Guías y Scouts de Costa Rica                                                                 | 1925                                        | 1915                                | båda                    |
| Cypern                         | 4 478                                                     | Cyprus Scouts Association                                                                                  | 1961                                        | 1913                                | båda                    |
| Danmark                        | 44 591                                                    | Fællesrådet for Danmarks Drengespejdere (federation av flera organisationer)                               | 1922                                        | 1909                                | båda                    |
| Dominica                       | 1 100                                                     | The Scout Association of Dominica                                                                          | 1990                                        | 1929                                | båda                    |
| Dominikanska republiken        | 8 899                                                     | Asociación de Scouts Dominicanos                                                                           | 1930                                        | 1926                                | båda                    |
| Ecuador                        | 4 132                                                     | Asociación de Scouts del Ecuador                                                                           | 1922                                        | 1920                                | båda                    |
| Egypten                        | 74 598                                                    | Egyptian Federation for Scouts and Girl Guides (federation av flera organisationer)                        | 1922                                        | 1914                                | båda                    |
| El Salvador                    | 3 970                                                     | Asociación de Scouts de El Salvador                                                                        | 1940                                        | 1938                                | båda                    |
| Elfenbenskusten                | 6 436                                                     | Fédération Ivoirienne du Scoutisme (federation of several organizations)                                   | 1972                                        | 1937                                | båda                    |
| Estland                        | 1 209                                                     | Eesti Skautide Ühing                                                                                       | 1922/1996                                   | 1911/1989                           | båda                    |
| Etiopien                       | 1 827                                                     | Ethiopia Scout Association                                                                                 | 2002                                        | 1950                                | båda                    |
| Fiji                           | 2 825                                                     | Fiji Scouts Association                                                                                    | 1971                                        | 1914                                | båda                    |
| Filippinerna                   | 1 872 525                                                 | Boy Scouts of the Philippines                                                                              | 1946                                        | 1923                                | båda                    |
| Finland                        | 31 735                                                    | Suomen Partiolaiset - Finlands Scouter ry                                                                  | 1922                                        | 1910                                | båda                    |
| Frankrike                      | 67 383                                                    | Scoutisme Français (federation av flera organisationer)                                                    | 1922                                        | 1910                                | båda                    |
| Förenade Arabemiraten          | 5 824                                                     | Emirates Scout Association                                                                                 | 1977                                        | 1972                                | endast pojkar           |
| Gabon                          | 3 809                                                     | Fédération Gabonaise du Scoutisme (federation av flera organisationer)                                     | 1971                                        | 1936                                | båda                    |
| Gambia                         | 18 448                                                    | The Gambia Scout Association                                                                               | 1984                                        | 1921                                | båda                    |
| Georgien                       | 1 240                                                     | Sakartvelos Skauturi Modzraobis Organizatsia                                                               | 1997                                        | 1994                                | båda                    |
| Ghana                          | 2 311                                                     | The Ghana Scout Association                                                                                | 1960                                        | 1912                                | båda                    |
| Grekland                       | 17 658                                                    | Soma Hellinon Proskopon                                                                                    | 1922                                        | 1910                                | båda                    |
| Grenada                        | 1,665                                                     | The Scout Association of Grenada                                                                           | 1979                                        | 1924                                | båda                    |
| Guatemala                      | 11 272                                                    | Asociación de Scouts de Guatemala                                                                          | 1930                                        | 1928                                | båda                    |
| Guinea                         | NA                                                        | Association Nationale des Scouts de Guinée                                                                 | 1990/2005                                   | 1984                                | NA                      |
| Guyana                         | 424                                                       | The Scout Association of Guyana                                                                            | 1967                                        | 1909                                | båda                    |
| Haiti                          | 9 859                                                     | Scouts d'Haïti                                                                                             | 1932/1940                                   | 1916                                | båda                    |
| Honduras                       | 3 031                                                     | Asociación de Scouts de Honduras                                                                           | 1957                                        | 1952                                | båda                    |
| Hongkong                       | 99 591                                                    | The Scout Association of Hong Kong                                                                         | 1977                                        | 1914                                | båda                    |
| Indien                         | 2 423 686                                                 | The Bharat Scouts and Guides                                                                               | 1938                                        | 1909                                | båda                    |
| Indonesien                     | 8 103 835                                                 | Gerakan Pramuka                                                                                            | 1953                                        | 1912                                | båda                    |
| Irland                         | 36 185                                                    | Scouting Ireland                                                                                           | 1949                                        | 1908                                | båda                    |
| Israel                         | 21 920                                                    | Hitachdut Hatsofim Ve Hatsofot Be Israel (federation av flera organisationer)                              | 1951                                        | 1920                                | båda                    |
| Island                         | 1 526                                                     | Bandalag Íslenskra Skáta                                                                                   | 1924                                        | 1912                                | båda                    |
| Italien                        | 100 689                                                   | Federazione Italiana dello Scautismo                                                                       | 1922/1946                                   | 1912                                | båda                    |
| Jamaica                        | 3 181                                                     | The Scout Association of Jamaica                                                                           | 1963                                        | 1910                                | båda                    |
| Japan                          | 195 370                                                   | Scout Association of Japan                                                                                 | 1922/1950                                   | 1913                                | båda                    |
| Jemen                          | 6 481                                                     | Yemen Scout Association                                                                                    | 1980                                        | 1954                                | endast pojkar           |
| Jordanien                      | 15 538                                                    | Jordanian Association for Boy Scouts and Girl Guides                                                       | 1955                                        | 1954                                | båda                    |
| Kamerun                        | 6 535                                                     | Les Scouts du Cameroun                                                                                     | 1971                                        | 1937                                | båda                    |
| Kanada                         | 146 250                                                   | Scouts Canada, med det som är anslutet till Association des Scouts du Canada                               | 1946                                        | 1909                                | båda                    |
| Kap Verde                      | 733                                                       | Associação dos Escuteiros de Cabo Verde                                                                    | 2002                                        | 2002                                | NA                      |
| Kenya                          | 262 146                                                   | The Kenya Scouts Association                                                                               | 1964                                        | 1910                                | båda                    |
| Kiribati                       | 1 333                                                     | Kiribati Scout Association                                                                                 | 1993                                        | 1993                                | båda                    |
| Komorerna                      | 1 725                                                     | Wezombeli                                                                                                  | 1990                                        | 1975                                | båda                    |
| Kongo-Kinshasa                 | 71 486                                                    | Fédération des Scouts de la République démocratique du Congo                                               | 1963                                        | 1924                                | båda                    |
| Sydkorea                       | 214 363                                                   | Korea Scout Association                                                                                    | 1953                                        | 1922                                | båda                    |
| Kroatien                       | 4 825                                                     | Savez Izviđača Hrvatske                                                                                    | 1993                                        | 1915                                | båda                    |
| Kuwait                         | 6 061                                                     | Kuwait Boy Scouts Association                                                                              | 1955                                        | 1952                                | endast pojkar           |
| Lettland                       | 544                                                       | Latvijas Skautu un Gaidu Centrālā Organizācija                                                             | 1993                                        | 1917                                | båda                    |
| Lesotho                        | 371                                                       | Lesotho Scouts Association                                                                                 | 1971                                        | 1936                                | endast pojkar           |
| Libanon                        | 14 334                                                    | Lebanese Scouting Federation (federation av flera organisationer)                                          | 1947                                        | 1912                                | båda                    |
| Liberia                        | 2 418                                                     | Boy Scouts of Liberia                                                                                      | 1922/1965                                   | 1922                                | endast pojkar           |
| Libyen                         | 13 698                                                    | Public Scout and Girl Guide Movement                                                                       | 1958                                        | 1954                                | båda                    |
| Liechtenstein                  | 689                                                       | Pfadfinder und Pfadfinderinnen Liechtensteins                                                              | 1933                                        | 1931                                | båda                    |
| Litauen                        | 2 107                                                     | Lietuvos Skautija                                                                                          | 1997                                        | 1918                                | båda                    |
| Luxemburg                      | 5 092                                                     | Luxembourg Boy Scouts Association (federation av flera organisationer)                                     | 1922                                        | 1914                                | båda                    |
| Madagaskar                     | 9 473                                                     | Firaisan'ny Skotisma eto Madagasikara (federation av flera organisationer)                                 | 1960                                        | 1921                                | båda                    |
| Malawi                         | 4 000                                                     | The Scout Association of Malawi                                                                            | 2005                                        | 1996                                | NA                      |
| Malaysia                       | 73 494                                                    | Persekutuan Pengakap Malaysia                                                                              | 1957                                        | 1911                                | båda                    |
| Maldiverna                     | 4 518                                                     | The Scout Association of Maldives                                                                          | 1990                                        | 1963                                | båda                    |
| Malta                          | 2 531                                                     | The Scout Association of Malta                                                                             | 1966                                        | 1908                                | båda                    |
| Mauretanien                    | 3 790                                                     | Association des Scouts et Guides de Mauritanie                                                             | 1983                                        | 1947                                | båda                    |
| Mauritius                      | 3 022                                                     | The Mauritius Scout Association                                                                            | 1971                                        | 1912                                | båda                    |
| Mexiko                         | 28 963                                                    | Asociación de Scouts de México, A.C.                                                                       | 1926                                        | 1920                                | båda                    |
| Moldavien                      | 1 540                                                     | Organizaţia Naţionala A Scouţilor Din Moldova                                                              | 1997                                        | 1921                                | båda                    |
| Monaco                         | 61                                                        | Association des Guides et Scouts de Monaco                                                                 | 1990                                        | 1990                                | båda                    |
| Mongoliet                      | 8 264                                                     | Mongolyn Skautyn Kholboo                                                                                   | 1994                                        | 1992                                | båda                    |
| Marocko                        | 12 304                                                    | Fédération Nationale du Scoutisme Marocain                                                                 | 1961                                        | 1933                                | båda                    |
| Moçambique                     | 28 993                                                    | Liga dos Escuteiros de Moçambique                                                                          | 1999                                        | 1960                                | båda                    |
| Namibia                        | 2 172                                                     | Scouts of Namibia                                                                                          | 1990                                        | 1917                                | båda                    |
| Nepal                          | 15 621                                                    | Nepal Scouts                                                                                               | 1969                                        | 1952                                | båda                    |
| Nederländerna                  | 59 500                                                    | Scouting Nederland                                                                                         | 1922                                        | 1910                                | båda                    |
| Nya Zeeland                    | 19 751                                                    | Scouting New Zealand                                                                                       | 1953                                        | 1908                                | båda                    |
| Nicaragua                      | 1 541                                                     | Asociación de Scouts de Nicaragua                                                                          | 1946                                        | 1917                                | båda                    |
| Niger                          | 3 113                                                     | Association des Scouts du Niger                                                                            | 1996                                        | 1947                                | båda                    |
| Nigeria                        | 46 701                                                    | Boy Scouts of Nigeria                                                                                      | 1961                                        | 1915                                | endast pojkar           |
| Nordmakedonien                 | 1 988                                                     | Sojuz na Izvidnici na Makedonija                                                                           | 1997                                        | 1921                                | båda                    |
| Norge                          | 18 818                                                    | Speiderne i Norge (federation av flera organisationer)                                                     | 1922                                        | 1911                                | båda                    |
| Oman                           | 9 078                                                     | The National Organisation for Scouts and Guides                                                            | 1977                                        | 1948                                | båda                    |
| Pakistan                       | 526 403                                                   | Pakistan Boy Scouts Association                                                                            | 1948                                        | 1947                                | endast pojkar           |
| Palestinska myndigheten        | 20 017                                                    | Palestinian Scout Association                                                                              | 1996                                        | 1912                                | båda                    |
| Panama                         | 1 868                                                     | Asociación Nacional de Scouts de Panamá                                                                    | 1924/1950                                   | 1924                                | båda                    |
| Papua Nya Guinea               | 5 515                                                     | The Scout Association of Papua New Guinea                                                                  | 1976                                        | 1926                                | endast pojkar           |
| Paraguay                       | 1 075                                                     | Asociación de Scouts del Paraguay                                                                          | 1962                                        | 1960                                | båda                    |
| Peru                           | 9 147                                                     | Asociación de Scouts del Perú                                                                              | 1922                                        | 1916                                | båda                    |
| Polen                          | 61 394                                                    | Związek Harcerstwa Polskiego                                                                               | 1996                                        | 1918                                | båda                    |
| Portugal                       | 73 181                                                    | Federação Escotista de Portugal                                                                            | 1922                                        | 1913                                | båda                    |
| Qatar                          | 3 518                                                     | The Scout and Guide Association of Qatar                                                                   | 1965                                        | 1955                                | båda                    |
| Rumänien                       | 4 930                                                     | Cercetaşii României                                                                                        | 1993                                        | 1914                                | båda                    |
| Ryssland                       | 14 130                                                    | Russian Association of Scouts/Navigators                                                                   | 2004                                        | 1909                                | båda                    |
| Rwanda                         | 18 884                                                    | Association des Scouts du Rwanda                                                                           | 1975                                        | 1940                                | båda                    |
| Saint Lucia                    | 393                                                       | The Saint Lucia Scout Association                                                                          | 1990                                        | 1910                                | båda                    |
| Saint Vincent och Grenadinerna | 549                                                       | The Scout Association of Saint Vincent and the Grenadines                                                  | 1990                                        | 1911                                | båda                    |
| San Marino                     | 173                                                       | Associazione Guide Esploratori Cattolici Sammarinesi                                                       | 1990                                        | 1973                                | båda                    |
| Saudiarabien                   | 19 269                                                    | Saudi Arabian Boy Scouts Association                                                                       | 1963                                        | 1961                                | endast pojkar           |
| Senegal                        | 26 373                                                    | Confédération Sénégalaise du Scoutisme (federation av flera organisationer)                                | 1963                                        | 1930                                | båda                    |
| Serbien och Montenegro         | 5 899                                                     | Savez Izviđača Srbije i Crne Gore                                                                          | 1995                                        | 1915                                | båda                    |
| Seychellerna                   | 609                                                       | Seychelles Scout Association                                                                               | 1927                                        | 2002                                | båda                    |
| Sierra Leone                   | 7 902                                                     | Sierra Leone Scouts Association                                                                            | 1964                                        | 1909                                | båda                    |
| Singapore                      | 9 965                                                     | The Singapore Scout Association                                                                            | 1966                                        | 1910                                | båda                    |
| Slovakien                      | 4 268                                                     | Slovenský skauting                                                                                         | 1922/1990/1997                              | 1913                                | båda                    |
| Slovenien                      | 4 525                                                     | Zveza tabornikov Slovenije                                                                                 | 1994                                        | 1915                                | båda                    |
| Sydafrika                      | 11 634                                                    | South African Scout Association                                                                            | 1937                                        | 1908                                | båda                    |
| Spanien                        | 65 088                                                    | Federación de Escultismo en España                                                                         | 1922/1978                                   | 1912                                | båda                    |
| Sri Lanka                      | 27 264                                                    | Sri Lanka Scout Association                                                                                | 1953                                        | 1912                                | endast pojkar           |
| Storbritannien                 | 444 271                                                   | The Scout Association                                                                                      | 1922                                        | 1907                                | båda                    |
| Sudan                          | 13 550                                                    | Sudan Boy Scouts Association                                                                               | 1956                                        | 1935                                | endast pojkar           |
| Surinam                        | 2 601                                                     | Boy Scouts van Suriname                                                                                    | 1968                                        | 1924                                | båda                    |
| Swaziland                      | 4 994                                                     | Swaziland Boy Scouts Association                                                                           | 1968                                        | 1928                                | endast pojkar           |
| Sverige                        | 80 000                                                    | Scouterna                                                                                                  | 1922                                        | 1911                                | båda                    |
| Schweiz                        | 25 946                                                    | Swiss Guide and Scout Movement                                                                             | 1922                                        | 1912                                | båda                    |
| Taiwan                         | 57 039                                                    | Scouts of China                                                                                            | 1937                                        | 1912                                | båda                    |
| Tadzjikistan                   | 1 968                                                     | Ittihodi Scouthoi Tojikiston                                                                               | 1997                                        | 1991                                | båda                    |
| Tanzania                       | 91 057                                                    | Tanzania Scouts Association                                                                                | 1963                                        | 1929                                | båda                    |
| Tchad                          | 8 132                                                     | Fédération du Scoutisme Tchadien (federation av flera organisationer)                                      | 1974                                        | 1960                                | båda                    |
| Thailand                       | 1 360 869                                                 | The National Scout Organization of Thailand                                                                | 1922                                        | 1911                                | båda                    |
| Tjeckien                       | 23 088                                                    | Junák-Svaz Skautu a Skautek                                                                                | 1922/1990/1996                              | 1911                                | båda                    |
| Togo                           | 7 326                                                     | Association Scoute du Togo                                                                                 | 1977                                        | 1920                                | båda                    |
| Trinidad och Tobago            | 4 176                                                     | The Scout Association of Trinidad and Tobago                                                               | 1963                                        | 1911                                | båda                    |
| Tunisien                       | 19 236                                                    | Les Scouts Tunisiens                                                                                       | 1957                                        | 1933                                | båda                    |
| Turkiet                        | 13 964                                                    | Türkiye İzcilik Federasyonu                                                                                | 1950                                        | 1923                                | båda                    |
| Tyskland                       | 123 686                                                   | Ring deutscher Pfadfinderverbände (federation av flera organisationer)                                     | 1950                                        | 1910                                | båda                    |
| Uganda                         | 92 946                                                    | The Uganda Scouts Association                                                                              | 1964                                        | 1915                                | båda                    |
| USA                            | 5 970 203                                                 | Boy Scouts of America                                                                                      | 1922                                        | 1909                                | båda                    |
| Ungern                         | 6 236                                                     | Magyar Cserkészszövetség                                                                                   | 1922/1990                                   | 1912                                | båda                    |
| Uruguay                        | 3 003                                                     | Movimiento Scout del Uruguay                                                                               | 1950                                        | 1946                                | båda                    |
| Venezuela                      | 16 221                                                    | Asociación de Scouts de Venezuela                                                                          | 1937                                        | 1913                                | båda                    |
| Zambia                         | 7 396                                                     | Zambia Scouts Association                                                                                  | 1965                                        | 1930                                | båda                    |
| Zimbabwe                       | 2 389                                                     | The Boy Scouts Association of Zimbabwe                                                                     | 1980                                        | 1909                                | endast pojkar           |
| Österrike                      | 10 768                                                    | Pfadfinder und Pfadfinderinnen Österreichs                                                                 | 1922/1946                                   | 1912                                | båda                    |

## Ej självständiga områden med oberoende WOSM-medlemsorganisationer
- Hongkong - The Scout Association of Hong Kong: Fullständig medlem av World Organization of the Scout Movement
- Aruba - Scouting Aruba: Associerad medlem av Amerikanska scoutregionen (World Organization of the Scout Movement)
- Franska Polynesien - Conseil du Scoutisme polynésien: Associerad medlem av Stillahavs-asiatiska scoutregionen (World Organization of the Scout Movement)
- Macao - The Scout Association of Macau: Associerad medlem av Stillahavs-asiatiska scoutregionen (World Organization of the Scout Movement)
- Nederländska Antillerna - Scouting Antiano: Associerad medlem av Amerikanska scoutregionen (World Organization of the Scout Movement)

## Länder och områden med scouting driven av utländska grenar av WOSM-medlemsorganisationer

### Självständiga länder

#### Drivna avBoy Scouts of America
- Mikronesiens federerade stater - Scouting i Mikronesiens federerade stater - Aloha Council of the Boy Scouts of America
- Marshallöarna - Scouting i Marshallöarna - Aloha Council of the Boy Scouts of America
- Palau - Scouting i Palau - Aloha Council of the Boy Scouts of America

#### Drivna avThe Scout Association
- Antigua och Barbuda - Antigua and Barbuda Branch of The Scout Association
- Saint Christopher och Nevis - The Scout Association of Saint Kitts and Nevis
- Salomonöarna - Solomon Islands branch of The Scout Association
- Tonga - Tonga branch of The Scout Association
- Tuvalu - Tuvalu Scout Association
- Vanuatu - Vanuatu branch of The Scout Association

#### Drivna avScouts Australia
- Nauru - Scouting i Nauru

### Ej självständiga områden

#### Australien
- Julön - Scouts Australia
- Kokosöarna - Scouts Australia
- Norfolkön - Scouts Australia

#### Danmark
- Färöarna - Føroya Skótaráð
- Grönland - Grønlands Spejderkorps

#### Frankrike
- Franska Guyana - Scouting i Franska Guyana
- Guadeloupe och Saint-Martin - Scouting i Guadeloupe et Saint Martin
- Martinique - Scouts de Martinique
- Mayotte - Scouting på Mayotte
- Nya Kaledonien - Scouting i Nya Kaledonien
- Réunion - Scouting på Réunion
- Saint-Pierre och Miquelon - Scouting i Saint-Pierre och Miquelon
- Wallis- och Futunaöarna - Scouting i Wallis- och Futunaöarna

#### Nya Zeeland
- Cooköarna - Cook Islands Boy Scout Association
- Niue - Scouting New Zealand
- Tokelauöarna - Scouting New Zealand

#### Storbritannien
- Anguilla - The Scout Association of Anguilla
- Bermuda - The Scout Association of Bermuda
- Caymanöarna - The Scout Association of the Cayman Islands
- Falklandsöarna - Scouting on the Falkland Islands
- Gibraltar - The Scout Association of Gibraltar
- Montserrat - The Scout Association of Montserrat
- Sankta Helena och Ascension Island - Scouting on Saint Helena and Ascension Island
- Turks- och Caicosöarna - The Scout Association of the Turks and Caicos
- Brittiska Jungfruöarna - The Scout Association of the British Virgin Islands

#### Förenta staterna
- Amerikanska Samoa - Scouting i Amerikanska Samoa - Aloha Council från Boy Scouts of America
- Guam - Scouting i Guam - Aloha Council från Boy Scouts of America
- Nordmarianerna - Scouting i Nordmarianerna - Aloha Council från Boy Scouts of America
- Puerto Rico - Puerto Rico Council från Boy Scouts of America
- Amerikanska Jungfruöarna - Scouting i Amerikanska Jungfruöarna från Boy Scouts of America

## 'Potentiella medlemsländer' listade av WOSM
- Afghanistan - Afghan Scout Association
- Centralafrikanska republiken - Fédération des Eclaireurs Scouts Centrafricains
- Kongo-Kinshasa - Association des Scouts et Guides du Congo
- Djibouti - Association des Scouts de Djibouti
- Ekvatorialguinea - Scouting i Ekvatorialguinea
- Eritrea - National Scout Association of Eritrea
- Guinea-Bissau - Corpo Nacional de Escutas da Guiné-Bissau
- Iran - Iranian Scouting Organization
- Irak - Iraq Boy Scouts and Girl Guides Council
- Kambodja - Scout Organization of Cambodia och Cambodian Scouts
- Kazakstan - Organization of the Scout Movement of Kazakhstan
- Kirgizistan - Scouting i Kirgizistan
- Mali - Scouting i Mali
- Samoa - Scouting i Samoa
- São Tomé och Príncipe - Associação de Escuteiros de São Tomé e Príncipe
- Somalia - Scouting i Somalia
- Syrien - Boy Scouts de Syrie
- Turkmenistan - Scouting i Turkmenistan
- Ukraina - Scouting i Ukraina
- Uzbekistan - Scout Association of Uzbekistan
- Vatikanstaten - Scouting i Vatikanstaten
- Vietnam - Vietnamese Scout Association
- Vitryssland - Scouting i Vitryssland och Belaruskaya Natsianalnaya Skautskaya Asatsiyatsia (tidigare medlem av WOSM 1996 till 2004)
- Östtimor - União Nacional dos Escuteiros de Timor Leste

## Länder utan scoutorganisation
- Andorra - Scouting i Andorra
- Kina (fastlandskina) - Kinesisk scouting före 1948
- Kuba - Kubansk scouting före 1959 och i exil
- Nordkorea - gemensam historia med Korea Scout Association före 1950
- Laos - Laotisk scouting före 1975 och i exil
- Myanmar - Burmesisk scouting före 1962

## Annan status
- Antarktis - Scouting i Antarktis
- Västsahara - Scouting i Västsahara